# Tête du Danay
La tête du Danay est une montagne de France faisant partie de la chaîne des Aravis, à la jonction des communes de Saint-Jean-de-Sixt, La Clusaz et Le Grand-Bornand. Sur ses flancs se trouvent les lieux-dits Mont-Durand, Corengy et Mouille.